# مدح‌های لاتین
مدح‌های لاتین (XII Panegyrici Latini) دوازده مدح لاتین عنوان متعارف مجموعه‌ای از دوازده سخنرانی روم باستان و دوران باستان متأخر به زبان لاتین است. نویسندگان بیشتر سخنرانی‌های این مجموعه ناشناس هستند، اما به نظر می‌رسد که منشأ گالیا داشته باشند. به غیر از اولین مدح که توسط پلینی کوچک در سال ۱۰۰ پس از میلاد سروده شد، سایر سخنرانی‌های این مجموعه بین سال‌های ۲۸۹ تا ۳۸۹ پس از میلاد برمی‌آیند و احتمالاً به زبان گالی سروده شده‌اند. نسخه خطی اصلی که در سال ۱۴۳۳ کشف شد، از بین رفته‌است. فقط کپی باقی مانده‌است.